# Orzysz
Orzysz (în germană Arys, în lituaniană Arys) este un oraș în Polonia, așezat între lacurile Sajno și Orzysz.